# バレリア・ルイセリ
バレリア・ルイセリ（Valeria Luiselli、1983年8月16日 - ）は、メキシコの作家。スペイン語と英語に堪能であり、両言語で執筆し、時には自身の作品を単独もしくは共同で自ら翻訳することで知られる。その際、単なる翻訳ではなくその内容を変更しリライトするなど新しい形の翻訳作業を追及している。
これまで、エッセイ集Papeles Falsos (Sexto Piso, 2010)、Los niños perdidos (Sexto Piso, 2016)小説Los ingrávidos (Sexto Piso, 2011)、La historia de mis dientes (Sexto Piso, 2013)(『俺の歯の話』(松本健二訳、白水社、2019年)などを発表している。
小説執筆のほかに、メキシコの思想・政治雑誌Letras Libres、The New York Times、Dazed & Confusedなどに寄稿を行っている。

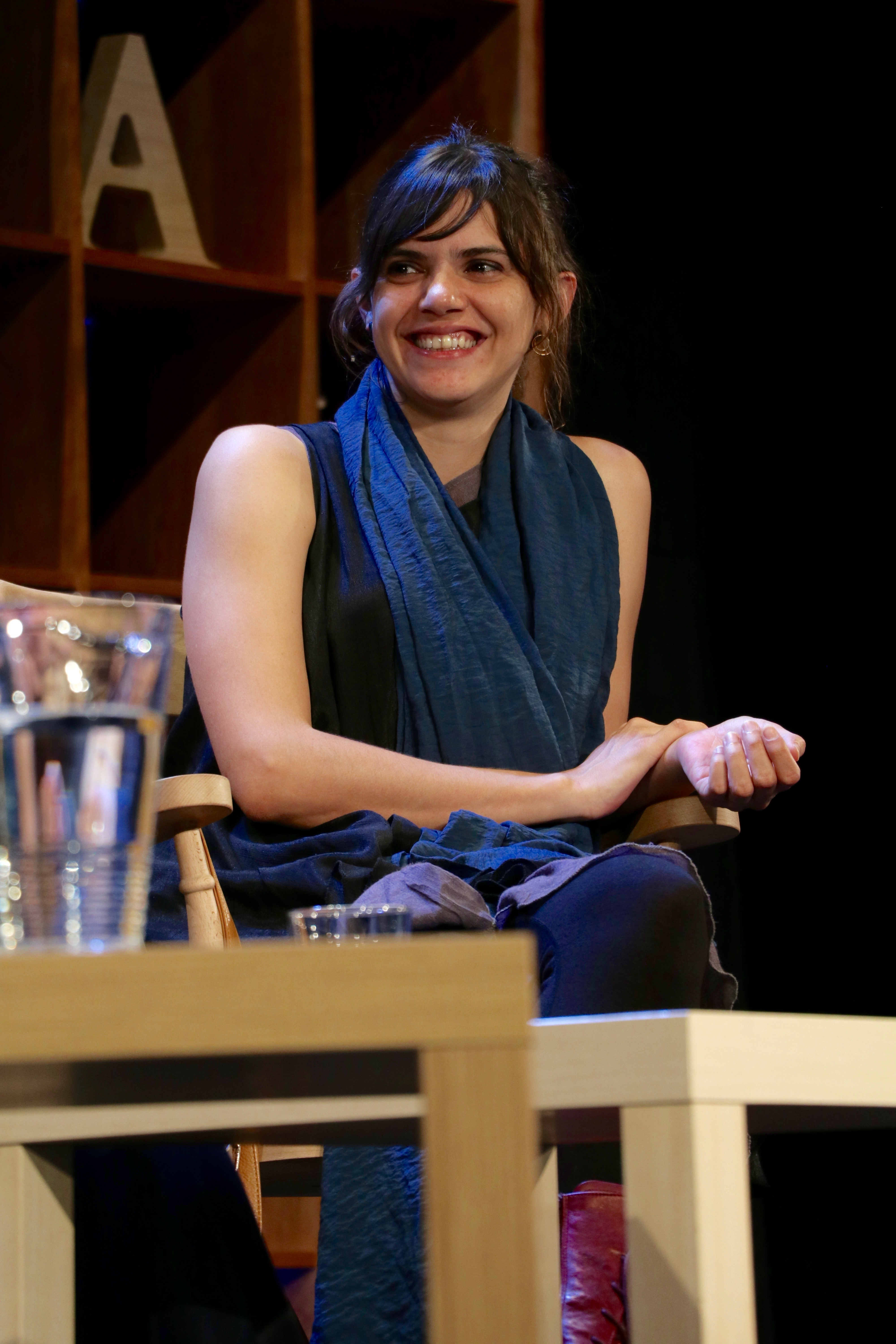
バレリア・ルイセリが2016年のHayfestivalに登壇した時の写真

## 略歴
メキシコシティにて生まれる。外交官の父親の仕事の関係で小さい頃に母国を離れ、以降コスタリカや韓国、南アフリカ、インドなどで子ども時代を過ごす。
父親のCassio Luiselli Fernándezは初の駐南アフリカ・メキシコ大使であり、そのためルイセリは同国滞在時にネルソン・マンデラに面会したことがある。実母は熱心な社会活動家であり、家族が南アフリカにいる間、サパティスタ民族解放軍運動を支援するため単身メキシコに帰国している。
19歳でメキシコに帰国し、メキシコ国立自治大学(UNAM)の哲文学部に入学し執筆を始めるようになる。卒業後はニューヨークへ渡りコロンビア大学博士課程で比較文学を学ぶ。
2010年にエッセイ集Papeles Falsosで作家デビューを果たす。2013年にはメキシコの実在する大手飲料会社Jumexが所有するギャラリーGalería Jumexとの共同企画から生まれた小説La historia de mis dientes (Sexto Piso, 2013)(『俺の歯の話』(松本健二訳、白水社、2019年)をスペイン語で発表、2015年に刊行された英訳版は特にアメリカを中心に高い評価を得る。また、メキシコや中南米からの不法移民の子どもたちへの聞き取りや法的手続きボランティア通訳として活動した自身の経験をもとに英語のエッセイTell me How it Ends: An Essay in 40 Questionsを2017年に上梓し、翌年の米国図書賞を受賞した。
2019年に発表された英語による小説Lost Children Archiveは、ニューヨークからアリゾナまで車で旅をする一家を描くロードノベルで、アメリカの歴史やメキシコ系不法移民についての問題も言及されている。同書は批評家やメディアに絶賛され、同年の全米批評家協会賞やイギリスのブッカー賞ファイナリストに選出された。また、2020年度国際ブッカー賞の審査員の一人に選出されている。

## 受賞・ノミネート

### 受賞歴
- ロサンゼルス・タイムズ文学賞(2015)
- 米国図書賞(2018)
- ラスボーンズ・フォリオ賞 (2020)
- ダブリン文学賞 (2021)

### ノミネート歴
- ニューヨーク・タイムズ紙「注目の100冊」(2015)
- 全米批評家協会賞(2015, 2017)
- ダブリン文学賞(2017)
- 女性小説賞 (2019)
- ブッカー賞 (2019)

## 作品

### 小説
- Los ingrávidos (Sexto Piso, 2011),
- Faces in the crowd (Coffee House Press, 2014)
- La historia de mis dientes (Sexto Piso, 2013)
- The Story of My Teeth (Coffee House Press, 2015)　(『俺の歯の話』(松本健二訳、白水社、2019年)
- Desierto sonoro, (Sexto Piso, 2019)
- Lost Children Archive (Alfred A. Knopf, Inc., 2019)

### エッセイ
- Papeles Falsos (Sexto Piso, 2010)
- Where You Are, "Swings of Harlem" (Visual Editions, 2013).
- Los niños perdidos. Un ensayo en 40 preguntas (Sexto Piso, 2016)　(Tell me How it Ends: An Essay in 40 Questions (Coffee House Press, 2017)